# Boulevard Perras
Pour les articles homonymes, voir Perras.
Le boulevard Perras est une voie de Montréal.

## Situation et accès
Ce boulevard de direction est-ouest, du nord de l'Ile de Montréal, est situé entre les boulevards Gouin et Maurice-Duplessis dans l'arrondissement de Rivière-des-Prairies–Pointe-aux-Trembles.
L'artère fait au total 8,4 kilomètres et est le prolongement du boulevard Léger de Montréal-Nord et se termine à la rue Napoléon-Bourassa du quartier Rivière-des-Prairies.
Le boulevard est aussi desservi par les autobus de la STM surtout par les circuits 48 et 49 qui relient l'arrondissement au  Terminus Henri-Bourassa.

## Origine du nom
Il est nommé en l'honneur soit de Mme J-D Perras ou M. F-X Perras, ancien greffier de la cour du Recorder. Ces derniers étaient propriétaires de terrain sur cette voie autrefois nommée Perras et maintenant Henri-Bourassa dans l'arrondissement Ahuntsic-Cartierville